# محمدرضا سعیدی
محمدرضا سعیدی (زاده ۱۳۲۳ در تهران، درگذشته ۲۸ تیرماه ۱۳۹۹) شیمی‌دان اهل ایران بود.

## تحصیلات
وی دیپلم ریاضی را در سال ۱۳۴۲ از دارالفنون و سپس مدرک کارشناسی خود را در رشته شیمی در سال ۱۳۴۵ از دانشگاه تهران گرفت. او همچنین کارشناسی ارشد در رشته شیمی از دانشگاه تهران و دانشگاه ماساچوست آمریکا را دریافت کرد. در سال ۱۳۵۳ در رشته شیمی الی از دانشگاه ماساچوست موفق به کسب درجه دکترا شد.

## فعالیت‌ها
محمدرضا سعیدی عضو هیئت علمی و استاد تمام دانشگاه صنعتی شریف و همچنین در سال ۱۳۵۷ ریاست دانشگاه صنعتی اصفهان را بر عهده داشته‌است.

## افتخارات
روز یکشنبه ۲۹ فروردین ماه ۱۳۹۵ آیین تجلیل از مقام محمدرضا سعیدی با حضور ریاست دانشگاه، دبیر انجمن شیمی ایران و جمعی از دانشگاهیان در دانشگاه صنعتی شریف برگزار شد.
1. استاد برگزیده نمونه کشوری در سال ۱۳۷۶[۹]
2. دریافت جایزه خوارزمی در سال ۱۳۷۸[۱۰]
3. برگزیده جشنواره پژوهشی معاونت پژوهشی وزارت علوم تحقیقات و فناوری در سال ۱۳۸۵[۱۱]
4. انتخاب ترجمه کتاب شناسایی ترکیبات آلی به روش طیف‌سنجی به عنوان کتاب فصل توسط وزارت ارشاد اسلامی در سال ۱۳۸۸[۱۲]
5. قرار گرفتن در میان یک درصد برتر دانشمندان پراستناد دنیا در رشته شیمی در سال ۱۳۹۱[۱۳][۱۴][۱۵]
6. انتخاب به عنوان استاد سرآمد آموزشی کشور در سال ۱۳۹۸[۱۶][۱۷]
7. عضویت وابسته در گروه علوم پایه فرهنگستان علوم ایران[۱۸]

خانواده وی با همکاری دانشگاه صنعتی شریف و انجمن شیمی ایران جایزه‌ای به نام وی اعطا می‌کند.